# JFE千葉クリーンパワーステーション発電所
JFE千葉クリーンパワーステーション発電所（ジェイエフイーちばクリーンパワーステーションはつでんしょ）は、千葉県千葉市中央区川崎町1にある火力発電所。JFEスチール東日本製鉄所千葉地区の敷地内に所在する。

## 概要
川崎製鉄（当時）が、電力卸供給事業(IPP)の開始に向け、同社千葉製鉄所西工場内に建設、2002年6月1日より運転を開始した。全発電量を東京電力に売電している。運転時間帯は、平日昼間の約12時間（午前9時～午後9時）。

## 発電設備
- 総出力：41.04万kW[1]

1号機
発電方式：コンバインドサイクル発電方式
定格出力：41.04万kW
　　ガスタービン：26.5万kW × 1軸
　　蒸気タービン：14.54万kW × 1軸
使用燃料：都市ガス(LNG)
営業運転開始：2002年6月1日（供給開始は6月3日）